# Ophiothrix fragilis
Ophiure fragile
Espèce

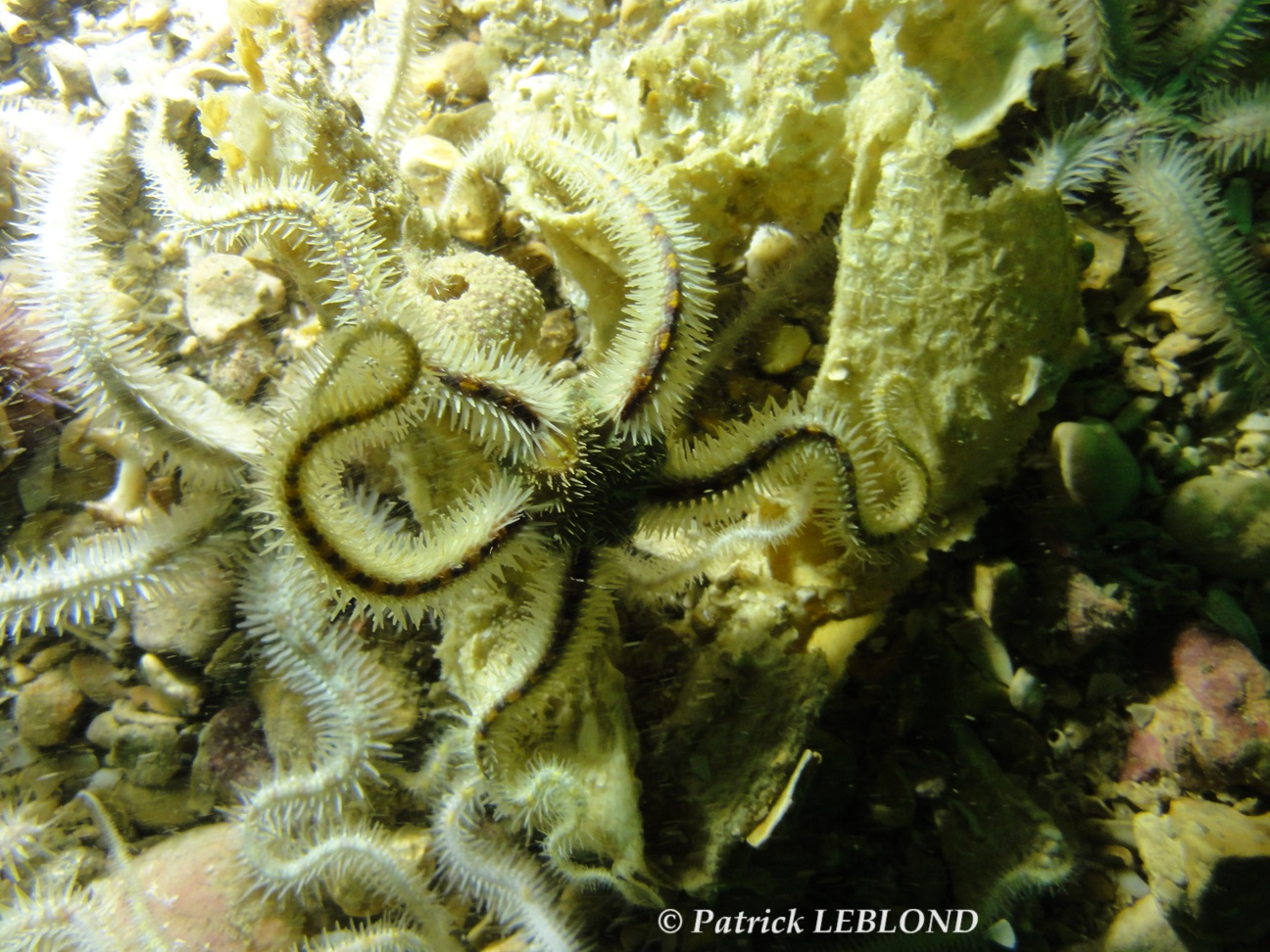
rassemblement d'ophiures

L’ophiure fragile, Ophiothrix fragilis (que les anglophones nomment « Common brittlestar ») est une espèce d'ophiures (Ophiuroidea), de la famille des Ophiotrichidae. C'est la plus commune des ophiures vivant dans les eaux de la façade maritime de l'Ouest de l'Europe. Ces échinodermes (assez proches parents des astéries ou étoiles de mer) vivent le plus souvent groupés, sur le fond où ils se déplacent par reptation. Leurs populations peuvent alors atteindre des densités dépassant localement 240 individus par m² de surface de fond.
Néanmoins, c'est une espèce restée longtemps méconnue, car vivant essentiellement en profondeur ou se cachant de la lumière (espèce lucifuge) quand elle est proche du trait de côte.

## Morphologie et anatomie

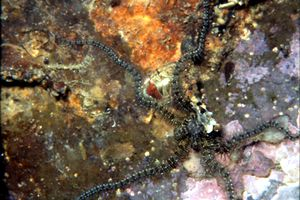
L'une des nombreuses variante de couleur dOphiothrix fragilis

Le corps est formé d'un disque central aplati (2 cm de diamètre chez l'adulte) d'où rayonnent cinq longs bras garnis d'épines, pouvant atteindre 10 cm. Ceux-ci sont fonctionnellement presque indépendants du corps (ce qui les distingue les ophiures des astéries ou étoiles de mer), et le disque central est bien individualisé.
Les couleurs et l'apparence sont très variables, selon lieux, âge, époque et probablement selon des facteurs génétiques ; elle apparaît cependant le plus souvent brun-jaunâtre à rouge, en passant par l'orangé (mais peut être bleue dans certaines régions, sans homogénéité au sein d'une même). Les couleurs sont parfois uniformes, parfois sous forme de bandes on points, notamment sur les bras qui sont souvent annelés de deux couleurs différentes. Le disque central est marqué par un motif en forme d'étoile, constitué de plaques fines et érigées pouvant ressembler à des touffes de poils. Le squelette qu'on trouve parfois sur les plages est blanc.
Leurs cinq bras (non ramifiés) sont grêles, de section ronde, très longs par rapport au corps et susceptibles de mouvements ondulants et rapides.
Leur axe est composé d'un grand nombre de petits disques calcaires (dits « vertèbres », articulés entre eux et réunis par des ligaments souples et des muscles. Ils sont recouverts d'écailles et portent souvent des piquants transparents (7 de chaque côté par segment) ; ils sont pourvus de podia rudimentaires, qui ne servent pas à la locomotion.
La bouche est située au centre de la face inférieure, et est connectée directement aux viscères. Ceux-ci sont centraux et tous contenus dans le disque central, avec un gros estomac, mais pas d'anus (les déjections se font par la bouche).

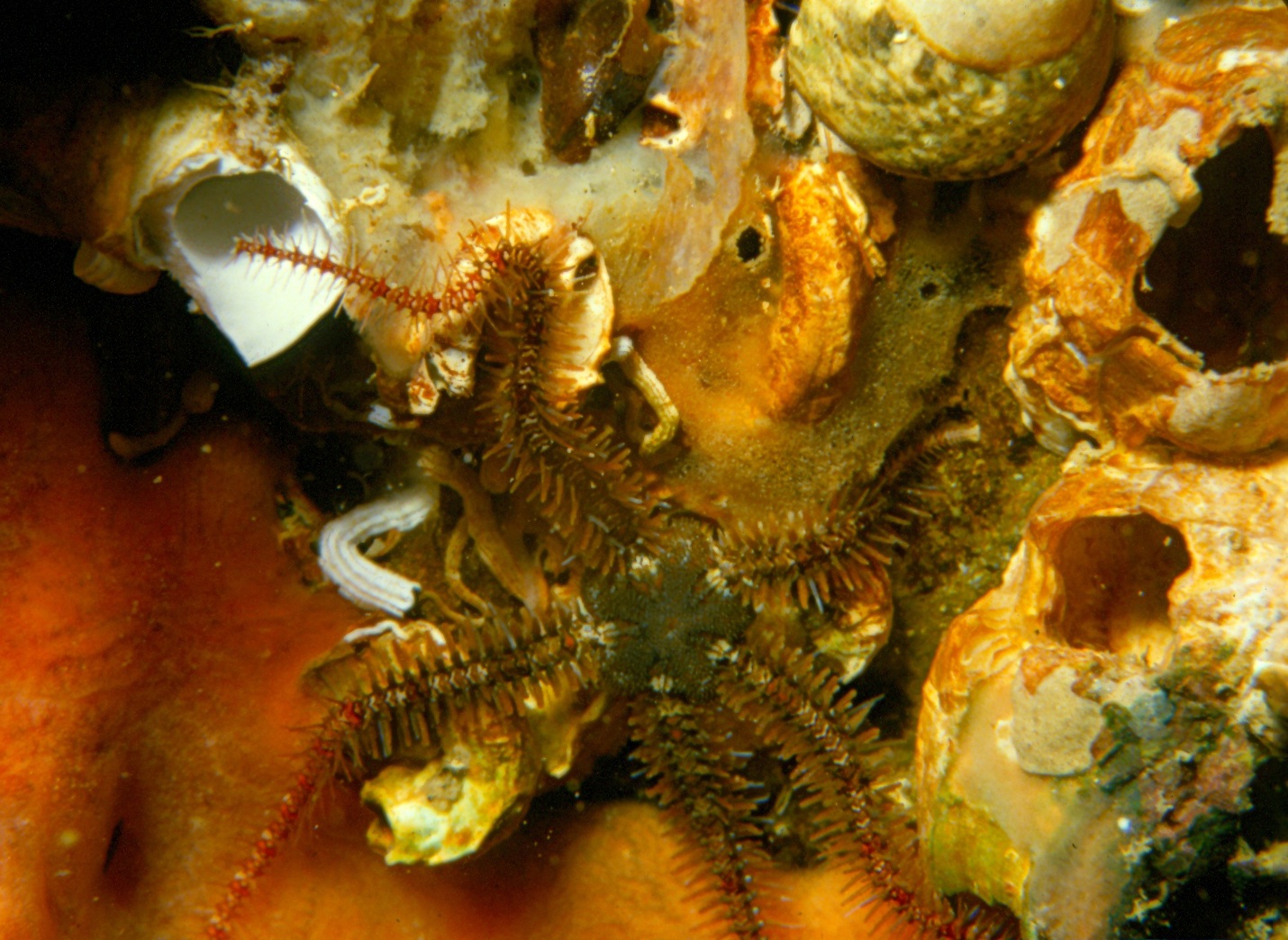
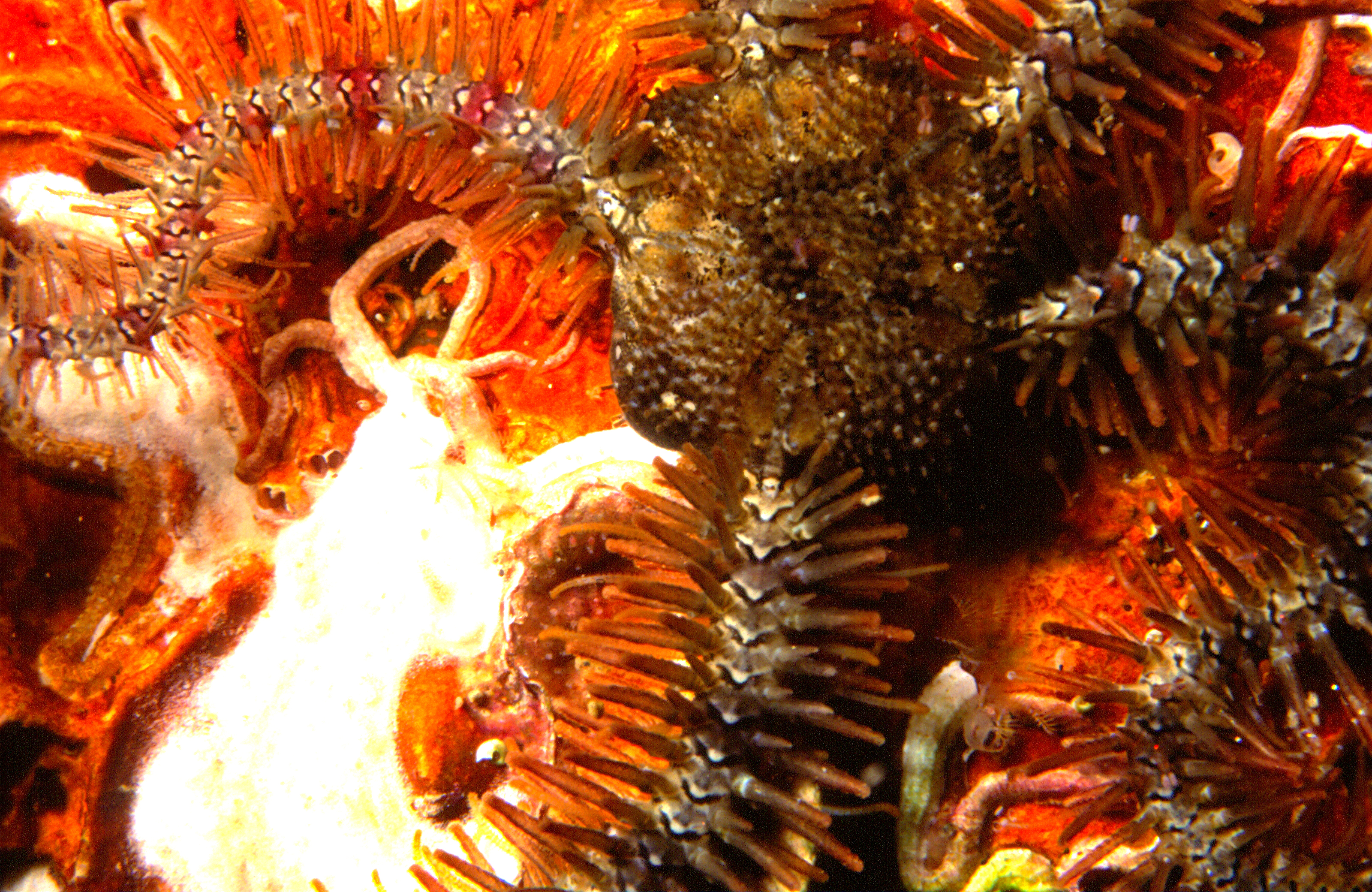
Disque central.
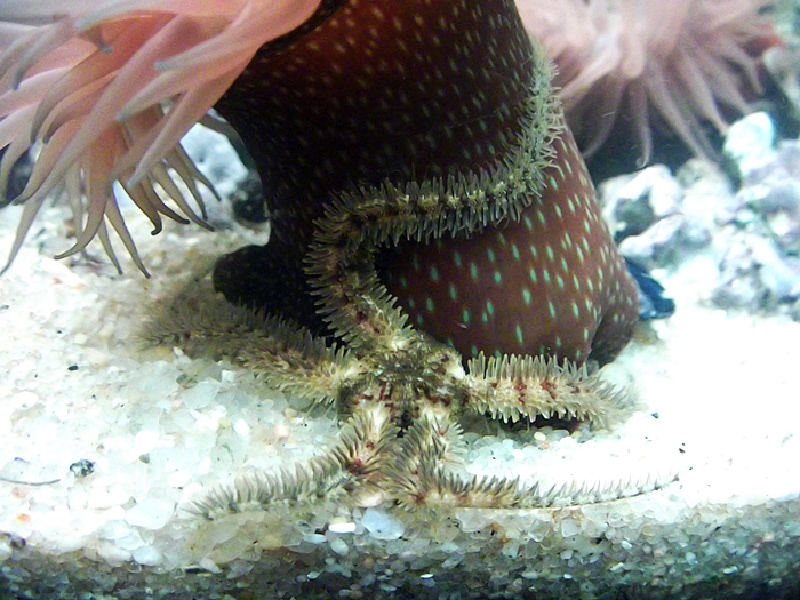
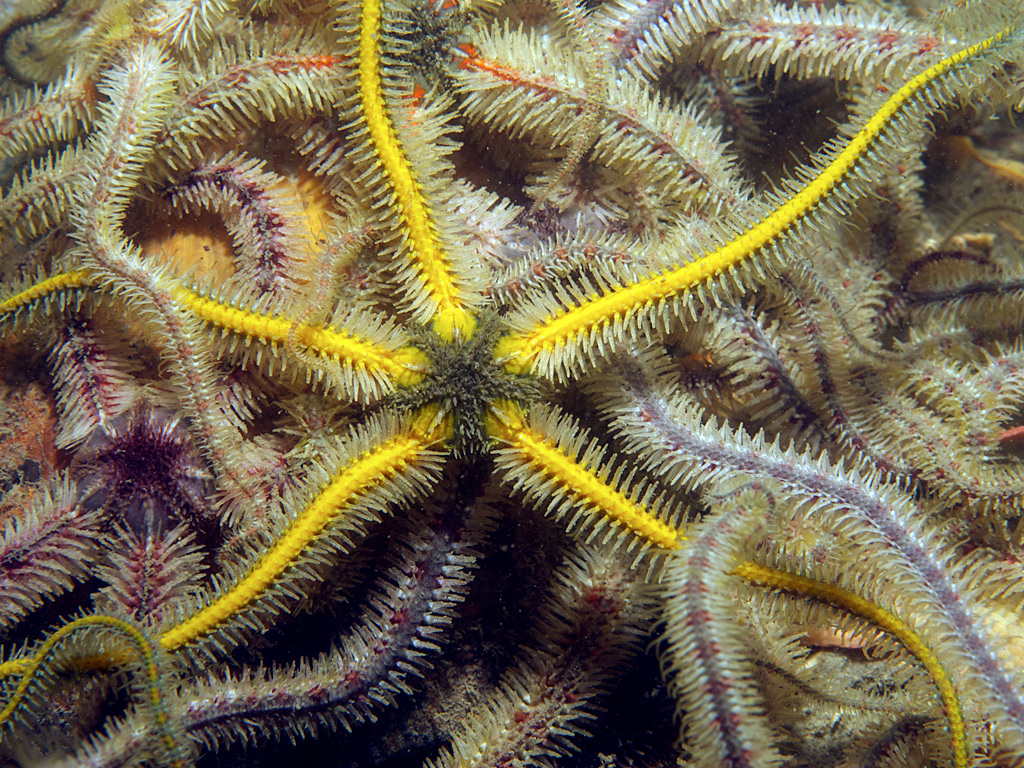
Agrégation d'Ophiothrix fragilis de différentes couleurs en Afrique du Sud.

### Physiologie
Le système nerveux est situé autour de l’œsophage sous forme d'un collier de nerfs qui envoient un nerf central dans chacun des bras. Un réseau de vaisseaux contient un liquide de composition proche de celle de l'eau de mer, avec quelques globules amiboïdes.

## Habitat et répartition
Cette espèce est exclusivement marine, et habite l'océan Atlantique nord ainsi que la Méditerranée.
Rarement vue sur le littoral parce que discrète à faible profondeur, elle est très abondante sur les fonds caillouteux lui convenant en profondeur. On trouve aussi parfois des individus solitaires sur le niveau inférieur des plages, mais l'espèce est la plus présente à une profondeur de 10 à 30 m sur les fonds caillouteux où elle peut totalement couvrir les fonds, en grands rassemblements de plus de 240 individus par m². Cette espèce apprécie les cailloutis hétérogènes, exposés ou non au courant, dans une eau fraîche à tempérée. On la trouve plus rarement (individus isolés) sur des fonds plus fins et homogènes. Elle peut vivre jusqu'à 4 000 m de profondeur.

## Écologie et comportement

### Alimentation
Ces ophiures sont des microphages qui se nourrissent principalement de larves ou de jeunes invertébrés (mollusques, annélides). Ils les captent dans l'eau en levant leurs bras ou les interceptent dans le courant ou sur le fond. Comme tous les ophiures, L'ophiure fragile ne possède pas d'anus ; les déchets métaboliques et alimentaires sont rejetés par la bouche.

### Reproduction

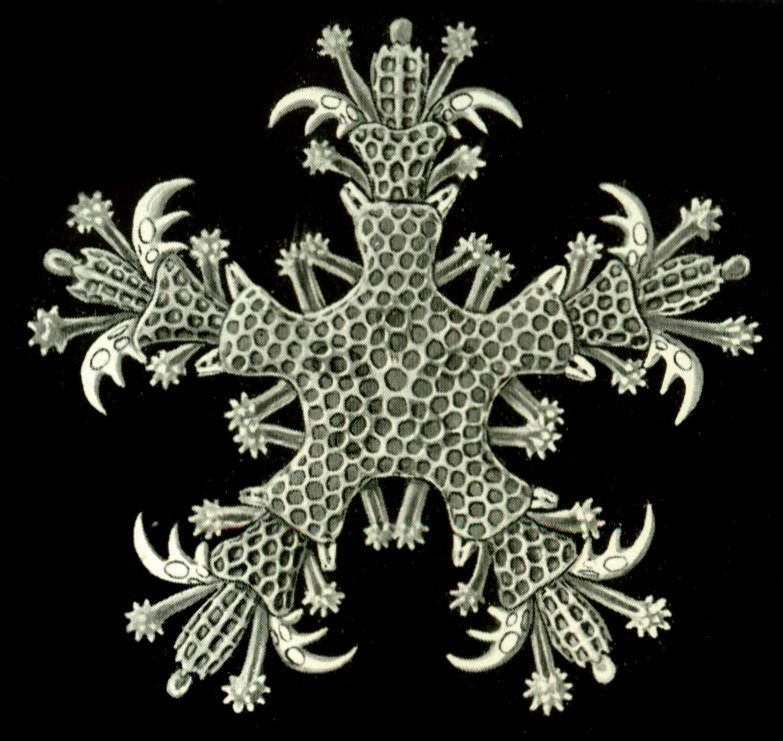
Ophiothrix fragilis juvénile, dessinée par Ernst Haeckel.

Les glandes génitales s'ouvrent dans des poches situées, au nombre d'une paire, à la base de chacun des cinq bras. Les gamètes sont émis en pleine eau grâce à un signal phéromonal, où ils se fécondent et produisent des larves pélagiques, à structure et à métamorphoses complexes, dites ophiopluteus. Celles-ci évoluent quelques semaines parmi le plancton avant de se déposer sur le sédiment pour entamer leur métamorphose. Cela a parfois lieu à proximité des adultes, voire entre leurs piquants, ce qui les protège, et pourrait expliquer les vastes agrégations.

## État, pressions ou menaces
C'est une espèce relativement abondante, qui n'est pas considérée comme menacée. Elle fait partie des espèces qui réoccupent rapidement les milieux dévastés par les chaluts de fond.
Des variations spatiales et d'abondances sont constatées là où des études ont été faites (au large du littoral du Nord-Pas-de-Calais par exemple.
En face du cap Blanc-Nez dans le pas de Calais, sa répartition a peu évolué en 30 ans, mais son abondance a beaucoup augmenté (jusqu'à 6 000 individus par 30 l de sédiment étudié en 2004, contre 1 200 au maximum dans les années 1970). Elle pourrait atteindre des densités de 10 000 individus/m² en certains endroits.